# Беломечётская
Беломечётская:30 — станица в Кочубеевском районе (муниципальном округе) Ставропольского края России.

## Этимология названия
По мнению кандидата филологических наук М. А. Булгаровой название населённого пункта представляет собой кальку ног. Ак мешит («Белая мечеть») — так в прошлом именовалась местность, где была основана станица:146. По данным кандидата исторических наук В. А. Колесникова название Ак мешит известно с конца XVIII века и «действительно обозначало каменную башню, существовавшую на устье рек Малого Зеленчука и Кубани»:30. Башня эта в частности упоминается в «Очерке горских народов правого крыла кавказской линии» военного писателя Д. Г. Анучина (1833—1900): «Против станицы Беломечетской сохранилась довольно хорошо древняя башня с трехъярусной обороной и навесными стрельницами. Башня окружена двойным валом». Советский учёный-археолог Т. М. Минаева (1896—1973) в своей книге «К истории алан Верхнего Прикубанья» (1971) также приводит сведения о «Белой мечети», представленные в 1839 году командиром Хопёрского казачьего полка:

В описании говорится, что против Беломечетской станицы, на левой стороне Кубани, на возвышенном месте находится здание, называемое Белая мечеть. С какого времени оно там существует и кем выстроено, неизвестно, и преданий у жителей о нём не сохранилось. Мечеть эта более похожа на башню. <…> В каждой стене небольшие бойницы. <…> Вокруг башни — древний окоп…— Минаева Т. М. К истории алан Верхнего Прикубанья по археологическим данным:13—14
Как отмечает Минаева, данный археологический памятник не соответствовал своему названию и, скорее всего, был не мечетью, а крепостью:14. Аналогичная точка зрения высказывается, например, в статье С. С. Сачук «Историческое районирование и объекты историко-культурного наследия станицы Беломечётской» (2005). Автор этой публикации, сотрудник Ставропольского государственного краеведческого музея, утверждает, что основавшие станицу поселенцы ошибочно принимали за белокаменную мечеть средневековое оборонительное сооружение городища Аджи-Кала (ног. Аьжи-кала — «паломника крепость»:99).
Другие варианты наименования: Беломечетская, Беломечетенская, Беломечетинская, Беломечетинское, Беломечетский, Беломечетское. Ногайцы называют станицу Боьлмешет:146.

## География
Станица расположена на правом берегу реки Кубани, на границе с Карачаево-Черкесией.
Расстояние до краевого центра: 69 км.
Расстояние до районного центра: 31 км.

## История
Станица была основана 10 октября 1825 года казаками-переселенцами хопёрцами, потомками Запорожских казаков.
Вначале станица была пограничным пунктом, но после победы над Османской империи граница отодвинулась и станица перестала быть пограничным пунктом, превратившись в небольшой населённый пункт.
Станица входила в Баталпашинский отдел Кубанской области.
До 16 марта 2020 года Беломечётская образовывала упразднённое сельское поселение станица Беломечётская.

## Население
| 1844  | 1855  | 1861  | 1871  | 1874  | 1882  | 1896  | 1897  | 1913  |
| ----- | ----- | ----- | ----- | ----- | ----- | ----- | ----- | ----- |
| 1971  | ↗2973 | ↗3082 | ↘2908 | ↗3600 | ↘2666 | ↗3467 | ↗4112 | ↗7412 |
| 1915  | 1917  | 1989  | 2002  | 2010  | 2012  | 2013  | 2014  | 2015  |
| ↘5782 | ↘3535 | ↘2225 | ↗2302 | ↘2239 | ↘2144 | ↘2136 | ↗2174 | ↗2186 |
| 2016  | 2017  | 2018  | 2019  | 2020  | 2021  |       |       |       |
| ↘2159 | ↗2160 | ↗2175 | ↗2213 | ↘2206 | ↗2246 |       |       |       |

Национальный состав
По итогам переписи населения 2010 года проживали следующие национальности (национальности менее 1 %, см. в сноске к строке «Другие»):
| Национальность | Численность | Процент |
| -------------- | ----------- | ------- |
| Русские        | 1899        | 84,81   |
| Цыгане         | 106         | 4,73    |
| Даргинцы       | 73          | 3,26    |
| Турки          | 31          | 1,38    |
| Украинцы       | 29          | 1,30    |
| Другие         | 101         | 4,51    |
| Итого          | 2239        | 100,00  |

## Местное самоуправление
Структуру органа местного самоуправления составляют:
- Совет депутатов муниципального образования станицы Беломечётской, состоит из 10 депутатов, избираемых на муниципальных выборах по одномандатным избирательным округам сроком на 5 лет (представительный орган поселения)
- Администрация муниципального образования станицы Беломечётской (местная администрация)
- Глава муниципального образования станицы Беломечётской (глава поселения)
- Ревизионная комиссия (контрольно-счетный орган поселения).

Главы администрации:
- c 8 октября 2006 года по 26 января 2016 года — Степанов Иван Петрович, глава сельского поселения.
- с 27 марта 2016 года — Дубко Эдуард Владимирович, глава сельского поселения. Срок полномочий — 5 лет[31].

## Инфраструктура
- Дом культуры
- Музей истории станицы и быта казаков.
- Сельская библиотека. Её здание первоначально было построено для женской приходской школы.

## Образование
- Детский сад № 20 «Алёнушка»
- Средняя общеобразовательная школа № 7

## Русская православная церковь
В 1833 году в станице была построена деревянная церковь во имя Святого Михаила. В 1917 году рядом с ней возвели новый кирпичный храм с пятью главами, способный вместить более 3 тысяч прихожан. В 1930-е годы Михаило-Архангельская церковь была разрушена:38. В настоящее время в станице действует церковь Архистратига Божия Михаила, построенная в 2000 году.

## Кладбище
- Общественное кладбище площадью 50 тыс. м²[34].

## Памятники
- «Казачья могилка». В 1891 году станичным сообществом был установлен памятник на братской могиле 35 казаков-беломечётцев, находившихся в команде хорунжего Дмитрия Бирюкова и погибших во время Кавказской войны в марте 1842 года[3]:33, 36, в районе станицы Баталпашинской (ныне город Черкесск). Данное захоронение расположено практически сразу за станицей Беломечётской на выезде в сторону Усть-Невинской, с правой стороны дороги по ходу движения. Через дорогу от памятника-захоронения находится станичное кладбище.
- Братская могила воинов, погибших в годы гражданской войны. 1918—1920, 1950 года[35]
- Памятник солдату-освободителю и мемориал с именами станичников, погибших во время Великой Отечественной войны.
- Памятник «Казакам Хоперцам», основателям станицы. Установлен 15 октября 1995 года[11]

## Достопримечательности
- Беломечётский (2—12) курганный могильник и отдельные курганы эпохи бронзы[36].
- Беломечётский песчаный карьер — палеонтологический памятник природы, место былого обитания неогеновых животных. Находится на правом берегу Кубани, в 1 км выше станицы Беломечётской[37].
- Балка Яман-Джалга (в переводе на русский с ногайского означает «скверная балка»). Вторая в мире после калифорнийского Гранд-Каньона представляет собой палеонтологический музей под открытым небом[38].

В данной балке были обнаружены останки доисторического животного периода среднего миоцена, единственный в мире найденный крупный представитель семейства свиней отряда парнопалых — кубанохоерус (кубанская свинья массивная).